# Napfkuchen

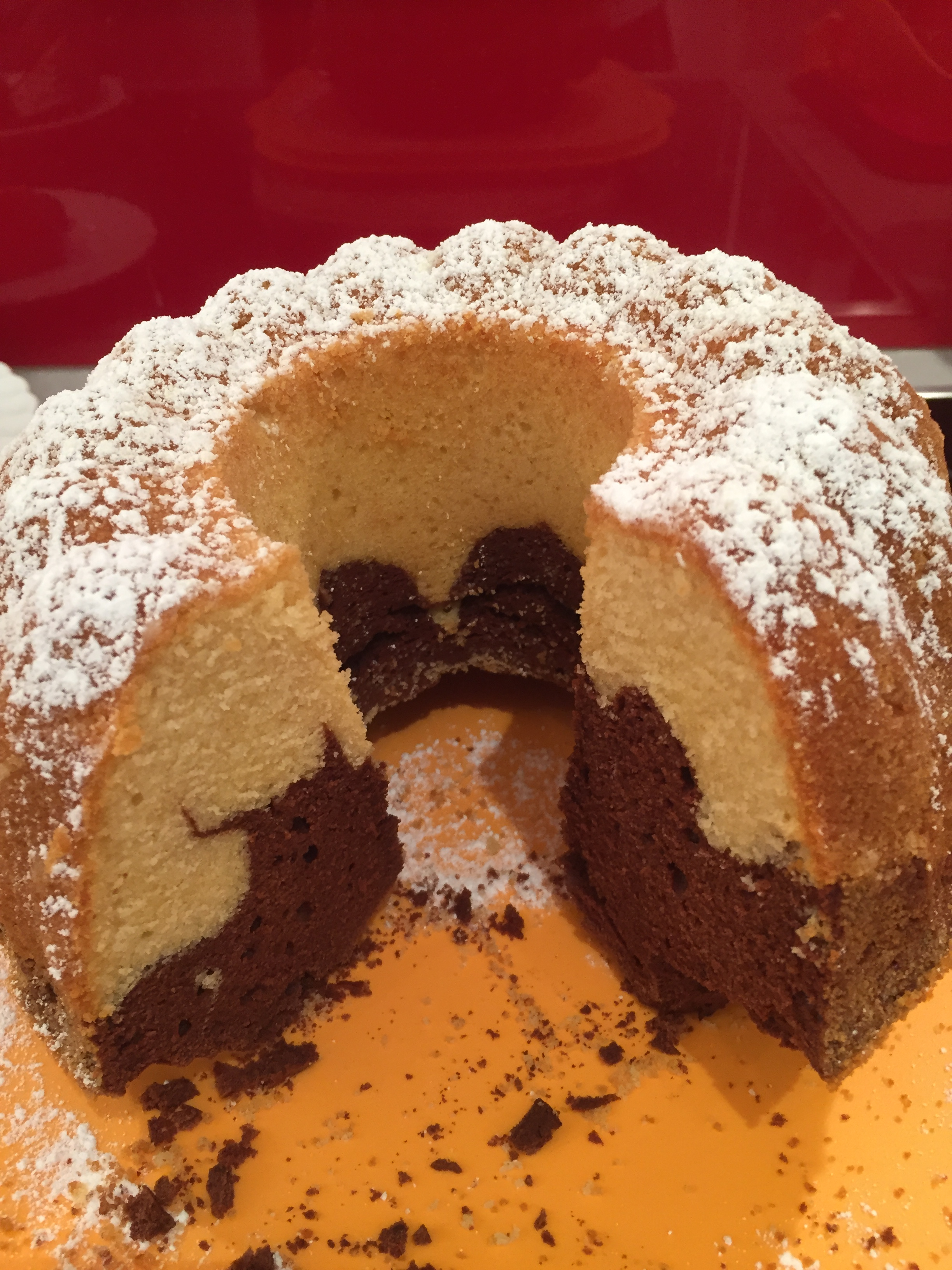
Angeschnittener Guglhupf

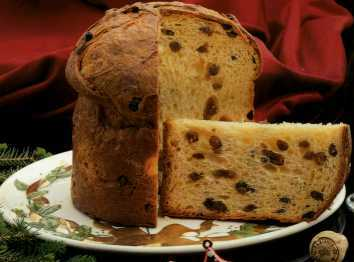
Panettone milanese

Napfkuchen (auch Topfkuchen) ist die Bezeichnung für einen in einem hohen Gefäß (einem Napf oder Topf ähnlich) gebackenen Kuchen, im Gegensatz zu flachen Kuchenformen. Bekannte Napfkuchen sind im deutschsprachigen Raum der Gugelhupf in seiner typisch gerieften runden Tüllenbackform und der italienische Panettone in seiner hohen, glatten Topfform. In Nord- und Westdeutschland wird mit Rodonkuchen üblicherweise ein Napfkuchen mit Rosinen, einem gerührten, eihaltigen Hefefeinteig oder auch mit Backpulver gelockerte Napfkuchen, bezeichnet.
Der Begriff Napfkuchen ist seit Mitte des 18. Jahrhunderts bezeugt.